# BMC Racing Team/2014
Deze pagina geeft een overzicht van de BMC Racing Team-wielerploeg in 2014.

## Algemeen
Algemeen manager: Jim Ochowicz
Teammanager: Allan Peiper
Ploegleiders: Fabio Baldato, Noël Dejonckheere, Yvon Ledanois, Valerio Piva, Maximilian Sciandri, Jackson Stewart
Fietsmerk: BMC
Kleding: Pearl Izumi
Kopmannen: Cadel Evans, Tejay van Garderen, Samuel Sánchez

## Renners
| Naam                         | Geboortedatum | Nationaliteit       | Ploeg 2013                   |
| ---------------------------- | ------------- | ------------------- | ---------------------------- |
| Darwin Atapuma               | 15-01-1988    | Colombia            | Colombia                     |
| Brent Bookwalter             | 16-02-1984    | Verenigde Staten    |                              |
| Marcus Burghardt             | 30-06-1983    | Duitsland           |                              |
| Steven Cummings              | 19-03-1981    | Verenigd Koninkrijk |                              |
| Rohan Dennis (vanaf 01/08)   | 28-05-1990    | Australië           | Garmin Sharp                 |
| Silvan Dillier               | 03-08-1990    | Zwitserland         | Neo                          |
| Yannick Eijssen              | 26-06-1989    | België              |                              |
| Cadel Evans                  | 14-02-1977    | Australië           |                              |
| Philippe Gilbert             | 05-07-1982    | België              |                              |
| Ben Hermans                  | 08-06-1986    | België              | RadioShack-Leopard           |
| Thor Hushovd                 | 18-01-1978    | Noorwegen           |                              |
| Martin Kohler                | 17-07-1985    | Zwitserland         |                              |
| Sebastian Lander             | 11-03-1991    | Denemarken          |                              |
| Klaas Lodewyck               | 24-03-1988    | België              |                              |
| Amaël Moinard                | 02-02-1982    | Frankrijk           |                              |
| Steve Morabito               | 30-01-1983    | Zwitserland         |                              |
| Dominik Nerz                 | 25-08-1989    | Duitsland           |                              |
| Daniel Oss                   | 13-01-1987    | Italië              |                              |
| Taylor Phinney               | 27-06-1990    | Verenigde Staten    |                              |
| Manuel Quinziato             | 30-10-1979    | Italië              |                              |
| Samuel Sánchez (vanaf 02/02) | 05-02-1978    | Spanje              | Euskaltel-Euskadi            |
| Michael Schär                | 26-05-1986    | Zwitserland         |                              |
| Peter Stetina                | 08-08-1987    | Verenigde Staten    | Team Garmin-Sharp            |
| Greg Van Avermaet            | 17-05-1985    | België              |                              |
| Tejay van Garderen           | 12-08-1988    | Verenigde Staten    |                              |
| Peter Velits                 | 21-02-1985    | Slowakije           | Omega Pharma-Quick-Step      |
| Larry Warbasse               | 28-06-1990    | Verenigde Staten    |                              |
| Danilo Wyss                  | 26-08-1985    | Zwitserland         |                              |
| Rick Zabel                   | 07-12-1993    | Duitsland           | Rabobank Development Team    |
| Stagiairs                    |               |                     |                              |
| Dylan Teuns                  | 01-03-1992    | België              | BMC Development Team         |
| Loïc Vliegen                 | 20-12-1993    | België              | BMC Development Team         |
| Luke Davison                 | 08-05-1990    | Australië           | Synergy Baku Cycling Project |

### Vertrokken
| Renner           | Team 2014        |
| ---------------- | ---------------- |
| Ivan Santaromita | Orica-GreenEdge  |
| Mathias Frank    | IAM Cycling      |
| Adam Blythe      | NFTO Pro Cycling |
| Marco Pinotti    | Gestopt          |

## Overwinningen
Tour Down Under
3e etappe: Cadel Evans
Ronde van Dubai
1e etappe (ITT): Taylor Phinney
Eindklassement: Taylor Phinney
Jongerenklassement: Taylor Phinney
Ronde van de Middellandse Zee
4e etappe (ITT): Steven Cummings
Eindklassement: Steven Cummings
Ploegenklassement
Ronde van de Haut-Var
2e etappe: Amaël Moinard
Ronde van Catalonië
4e etappe: Tejay van Garderen
Ronde van het Baskenland
Ploegenklassement
Brabantse Pijl
Winnaar: Philippe Gilbert
Amstel Gold Race
Winnaar: Philippe Gilbert
Ronde van Trentino
1e etappe (TTT): Cadel Evans, Daniel Oss, Sebastian Lander, Brent Bookwalter, Rick Zabel, Steve Morabito, Martin Kohler en Yannick Eijssen
3e etappe: Cadel Evans
Eindklassement: Cadel Evans
Ronde van Romandië
Puntenklassement: Martin Kohler
Ronde van Californië
5e etappe: Taylor Phinney
Amerikaans kampioenschap
tijdrit: Taylor Phinney
Ronde van Picardië
Bergklassement: Philippe Gilbert
Ronde van België
Puntenklassement: Philippe Gilbert
Ster ZLM Toer
Proloog: Philippe Gilbert
3e etappe: Philippe Gilbert
Eindklassement: Philippe Gilbert
Slowaaks kampioenschap
tijdrit: Peter Velits
Ronde van Utah
2e etappe: Michael Schär
6e etappe: Cadel Evans
7e etappe: Cadel Evans
Eneco Tour
5e etappe: Greg Van Avermaet
USA Pro Challenge
3e etappe: Tejay van Garderen
6e etappe: Tejay van Garderen (tijdrit)
Eindklassement: Tejay van Garderen
Ronde van de Toekomst
5e etappe: Dylan Teuns
Grote Prijs van Wallonië
Winnaar: Greg Van Avermaet
Grote Prijs Impanis-Van Petegem
Winnaar: Greg Van Avermaet
Wereldkampioenschap ploegentijdrit
Winnaar: Rohan Dennis, Daniel Oss, Tejay van Garderen, Silvan Dillier, Manuel Quinziato, Peter Velits
Ronde van Peking
2e etappe: Philippe Gilbert
Eindklassement: Philippe Gilbert
2007 · 2008 · 2009 · 2010 · 2011 · 2012 · 2013 · 2014 · 2015 · 2016 · 2017 · 2018 · 2019 · 2020
AG2R-La Mondiale · Astana · Belkin Pro Cycling · BMC Racing Team · Cannondale Pro Cycling Team · Team Europcar · FDJ · Garmin Sharp · Giant-Shimano · Katjoesja · Lampre-Merida · Lotto-Belisol · Team Movistar · Omega Pharma-Quick-Step · Orica-GreenEdge · Team Sky · Tinkoff-Saxo · Trek Factory Racing